# Atrichobrunettia ionica
Atrichobrunettia ionica är en tvåvingeart som beskrevs av Wagner 1984. Atrichobrunettia ionica ingår i släktet Atrichobrunettia och familjen fjärilsmyggor.
Artens utbredningsområde är Grekland. Inga underarter finns listade i Catalogue of Life.